# Cadena lariat
Una cadena Lariat es un bucle de cadena que cuelga y se hace girar mediante una rueda con un motor. A menudo se utiliza como exhibición de ciencia o como juguete.

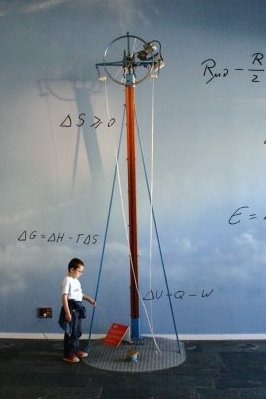
Una cadena lariat en el Museu de la Ciencia (museo de la ciencia), en Barcelona, España.

La cadena Lariat original fue creada en 1986 por Norman Tuck, como un proyecto de artista en residencia en el Exploratorium de San Francisco.
La cadena Lariat se desarrolló a partir de una pieza anterior de Tuck titulada Reacción en Cadena (1984). La Reacción en Cadena se accionaba a mano y utilizaba una cadena pesada unida por imanes a un volante de hierro. Al igual que en la cadena Lariat, la Reacción en Cadena utilizaba un cepillo para interrumpir el movimiento de la cadena móvil.
La velocidad de la cadena está dispuesta para igualar la velocidad de onda de las ondas transversales, de modo que las ondas que se mueven contra el movimiento de la cadena parecen estar inmóviles.